# Andrés Túpac Amaru
Andrés Mendigure Túpac Amaru (vers 1763–1795) est un chef rebelle indigène, qui prit part en 1781 aux deux grandes révoltes indiennes contre l’autorité espagnole, menées l’une par Túpac Amaru II, dans la vice-royauté du Pérou, l’autre par Túpac Katari, dans la vice-royauté du Río de la Plata. Neveu de Túpac Amaru II, il fut dépêché par celui-ci, conjointement avec Pedro Vilca Apaza, en renfort du siège mis devant le bourg de Sorata (dans l’actuelle Bolivie) par les troupes rebelles de Túpac Katari. En janvier 1782, lui et la plupart des autres chefs de l’insurrection se résignèrent à accepter l’offre de paix, assortie d’une mesure de grâce, faite par le vice-roi, en contrepartie d’un serment de fidélité à la couronne espagnole ; cependant, il fit l’objet deux ans plus tard d’accusations de conspiration contre l’autorité espagnole et fut frappé d’un décret de bannissement à perpétuité.

## Enfance
Le métis Andrés Mendigure était le fils de Pedro Mendigure et de Cecilia Túpac Amaru, sœur de José Gabriel Condorcanqui Noguera, dit Túpac Amaru II, et donc le neveu de ce dernier. Tout comme le reste de la famille, les Mendigure affirmaient descendre en ligne directe de Túpac Amaru I, dernier inca de Vilcabamba. Les rapports des autorités espagnoles le décrivent comme « fort vif et perspicace » et signalent que « c’est lui qui gouverne les terres ». 
Engagé, à l’instar de son oncle, dans des activités de commerce et de transport par mules, il put tisser des liens avec les différents groupes indigènes de l’Altiplano.

## La grande rébellion
Il avait dix-sept ans au moment où éclata la révolte de Túpac Amaru II, connue sous le nom de grande rébellion. Ayant acquis de l’expérience militaire à la bataille de Sangarará, il prit part ensuite au siège de Cuzco, dont l’issue défavorable le poussa à quitter Tinta le 6 février 1781 pour gagner l’Altiplano.
Surnommé l’Inca Mozo, c’est lui qui, à la suite de la capture de Túpac Amaru II en avril 1781, apparaîtra comme le nouveau chef des rebelles, au même titre que son oncle Diego Cristóbal Túpac Amaru et quelques autres chefs aymara.
Les insurgés ayant alors arrêté comme leur nouvelle stratégie de poursuivre le soulèvement dans les provinces au sud de Cuzco et dans le sud de l’Altiplano, le commandement rebelle se fixa désormais comme objectif la prise de Sorata, en vue de quoi des colonnes de combattants de Cuzco et d’Azángaro, placées sous les ordres des commandants aguerris Pedro Vilca Apaza, Miguel Bastidas et Andrés Túpac Amaru, firent mouvement vers Sorata. Cependant, cette première tentative ne permit pas aux rebelles de s’emparer du chef-lieu de la province de Larecaja.
Le 4 mai 1781 commença le deuxième siège de Sorata, auquel participèrent 20 000 indigènes. Pour vaincre la résistance de la ville, l’on aurait, selon le récit traditionnel, eu l’idée de retenir les eaux de la rivière par un barrage et de précipiter ensuite les eaux ainsi accumulées contre les défenses, ce qui aurait permis aux Indiens de s’emparer du bourg le 4 août. Lors de ce siège, Andrés Túpac Amaru s’éprit et devint l’amant de Gregoria Apaza, sœur de Túpac Catari, et l’une des figures dirigeantes du mouvement mené par ce dernier dans la région de Puno (dans le sud-est de l’actuel Pérou). Plusieurs semaines après cette victoire, Andrés Túpac Amaru fut appelé par son oncle et s’en fut avec ses troupes apporter son concours à la conquête de la ville de La Paz.

## Paix de Sicuani et reprise des persécutions
Ainsi la grande rébellion se poursuivit-elle pendant encore plusieurs mois après la mort de son initiateur Túpac Amaru II et de durs combats continuèrent-ils d’avoir lieu, sous le commandement de son cousin Diego Cristóbal Túpac Amaru, au sud de Cuzco et sur le haut plateau de Collao, jusqu’à ce que le visiteur général espagnol José del Valle proposât une mesure de grâce au nom du vice-roi Agustín de Jáuregui et du roi Charles III. Diego et Andrés Túpac Amaru, conscients de l’impossibilité de vaincre l’armée espagnole, décidèrent d’accepter l’offre de paix espagnole. Le 27 janvier 1782 fut donc signé le traité de paix de Sicuani, aux termes duquel quelques-unes des principales revendications de la rébellion furent satisfaites, moyennant que les insurgés reconnussent l’autorité espagnole et jurassent fidélité au roi d’Espagne, ce que firent le caudillo Diego Túpac Amaru et nombre de ses compagnons.
Néanmoins, deux plus tard, sous la pression des criollos (Européens nés dans les colonies) mécontents et lésés par la révolte de Tupac Amaru II, le chef indigène fut à nouveau appréhendé sur l’accusation d’entretenir une correspondance avec d’autres rebelles, de dissimuler des armes et de ne pas restituer à qui de droit les fonds acquis pendant le soulèvement. Diego et son neveu Andrés furent tous deux arrêtés et remis à la justice espagnole ; l’un, Diego Cristóbal, fut condamné à mort et supplicié, l’autre, Andrés Mendigure, fut condamné le 16 mars 1784 à dix ans d’emprisonnement et à la proscription à perpétuité, en l’espèce à Madrid, en Espagne.